# Richárd Bereczki
Richárd Bereczki (3 gennaio 1996) è un pentatleta ungherese.

## Biografia
Agli europei di Bath 2019 ha vinto il bronzo nella staffetta, con István Málits.
Si è laureato campione iridato a squadre ai mondiali di Il Cairo 2021, con Ádám Marosi e Bence Demeter.
Agli europei di Nižnij Novgorod 2021 ha vinto il titolo continentale a squadre, con Bence Kardos e Bence Demeter.
Agli europei di Székesfehérvár 2022 si è laureato campione continentale nell'individuale, precedendo sul podio il connazionale Balázs Szép e l'ucraino Maksym Aharušev, e a squadre con Bence Demeter e Balázs Szép.

## Palmarès
- Mondiali

Il Cairo 2021: oro a squadre;
- Europei

Bath 2019: bronzo nella staffetta;
Nižnij Novgorod 2021: oro a squadre;
Székesfehérvár 2022: oro nell'individuale; oro a squadre;
Budapest 2024: argento a squadre;